# Eschiens

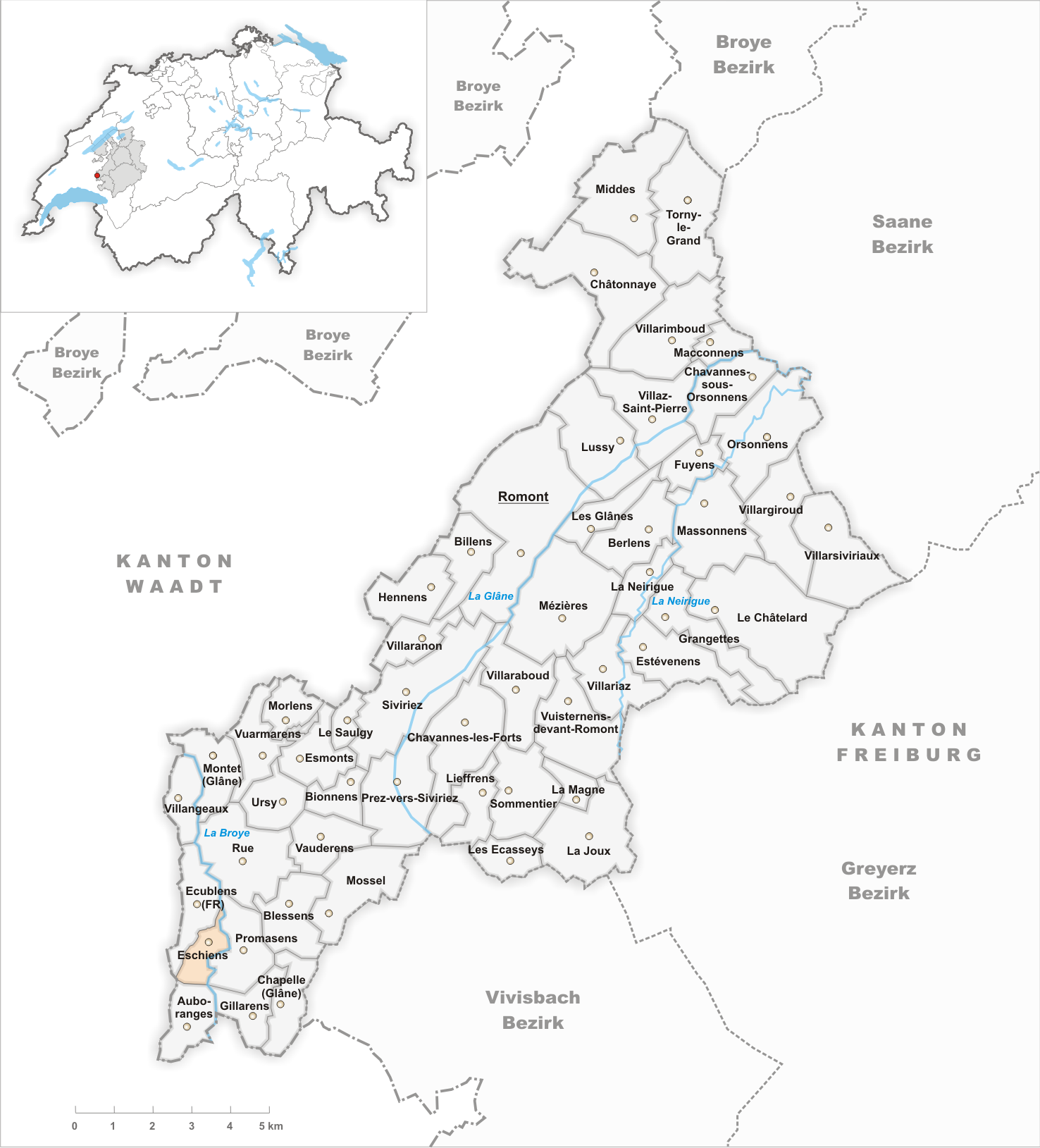
Gemeindestand vor der Fusion am 1. März 1969

Eschiens ist eine Ortschaft und früher selbständige politische Gemeinde im Distrikt Glâne des Kantons Freiburg in der Schweiz. Am 1. März 1969 wurde Eschiens nach Ecublens (FR) eingemeindet und mit diesem am 1. Januar 2025 nach Rue.

## Geographie
Eschiens liegt auf 603 m ü. M., sieben Kilometer südlich von Moudon (Luftlinie). Das Dorf erstreckt sich leicht erhöht am westlichen Talhang der Broye, im breiten Talkessel der Haute-Broye am Fuss der Waldhöhe Ban de Bois im südwestlichen Freiburger Mittelland. Die ehemalige Gemeindefläche betrug rund 1,3 km². Das Gebiet wurde im Osten von der Broye, im Westen und Norden von ihrem linken Seitenbach Parimbot eingefasst und reichte vom flachen Talboden bis auf die Kuppe nördlich von Auboranges (bis 690 m ü. M.).

## Bevölkerung
Mit 66 Einwohnern (1960) zählte Eschiens vor der Fusion zu den kleinsten Gemeinden des Kantons Freiburg. Zu Eschiens gehörten auch einige Einzelhöfe.
Einwohnerzahlen: Volkszählungsdaten

## Wirtschaft
Eschiens lebt noch heute von der Landwirtschaft, insbesondere von der Milchwirtschaft und der Viehzucht sowie vom Ackerbau (Tabak und Getreide).

## Verkehr
Das Dorf liegt abseits der grösseren Durchgangsstrassen. Die Hauptzufahrt erfolgt von Ecublens. Eschiens besitzt keine direkte Anbindung an das Netz des öffentlichen Verkehrs. Am 25. August 1876 wurde die Eisenbahnlinie von Moudon nach Palézieux-Gare mit einem Bahnhof in Ecublens in Betrieb genommen. Dieser liegt rund 1 km vom Ortskern von Eschiens entfernt.

## Geschichte
Die erste urkundliche Erwähnung des Ortes erfolgte 1245 bereits unter dem heutigen Namen Eschiens. Später erschienen die Bezeichnungen Echichens (1274) und Eschyens (1330). Die Etymologie des Ortsnamens ist nicht eindeutig geklärt. Wahrscheinlich geht Eschiens auf den burgundischen Personennamen Scih zurück und bedeutet mit dem Suffix -ens so viel wie bei den Leuten des Scih.
Eschiens lag im Mittelalter am Verkehrsweg durch das Broyetal und gehörte zur Herrschaft Rue, die seit dem 13. Jahrhundert unter der Oberhoheit von Savoyen stand. Im 13. Jahrhundert ist ein Adelsgeschlecht d’Eschiens erwähnt. Auch das Kloster Haut-Crêt und die Abtei Saint-Maurice hatten reichen Grundbesitz auf dem Gemeindegebiet.
Als die Berner 1536 das Waadtland eroberten, kam Eschiens unter die Herrschaft von Freiburg und wurde der Vogtei Rue zugeordnet. Nach dem Zusammenbruch des Ancien Régime (1798) gehörte das Dorf während der Helvetik und der darauf folgenden Zeit zum Bezirk Rue, bevor es 1848 in den Bezirk Glâne eingegliedert wurde. Schon seit 1883 besass Eschiens zusammen mit Ecublens eine gemeinsame Verwaltung. Mit Wirkung auf den 1. Januar 1969 wurde die Kleingemeinde zusammen mit Villangeaux nach Ecublens (FR) eingemeindet.